# توبی (فیلم)
توبی (انگلیسی: Toby) فیلم درام اکشن هندی کنادا-زبان، محصول سال ۲۰۲۳ است که کارگردانی آن بر عهده باسیل آلچالکال (Basil Alchalakkal) بود و توسط راج بی. شتی نوشته شده‌است. بازیگران اصلی فیلم راج بی. شتی، سامیوکتا هورناد، چایترا آچار و راج دیپاک شتی هستند.
این فیلم در روز ۲۵ اوت ۲۰۲۳ اکران شد و نظرات مثبت منتقدان را دریافت کرد.